# Ghost Rider (motociclista)
Ghost Rider, nome d'arte che significa "centauro fantasma" (...), è un attore svedese pilota motociclistico e protagonista di una serie di film in DVD prodotti indipendentemente, dove il tema ricorrente è per l'appunto Ghost Rider che effettua manovre illegali sulla sua moto guidando ad alta velocità  su strade pubbliche in tutta la Svezia e in altri paesi europei, Italia compresa..
I film della serie sono ripresi prevalentemente da telecamere montate sulla sua moto, da cui si inquadrano queste corse a velocità estreme su strade aperte al traffico, provocando la reazione delle forze dell'ordine che tentano di inseguire il protagonista, mentre questi esegue varie acrobazie pericolose.
La moto del Ghost Rider è una Suzuki GSX-R 1000. Il protagonista ha utilizzato una varietà di modelli diversi con varie modifiche a ciascuno, tra cui una GSX-R 1000 K4 con carenature e parti di telaio completamente in fibra di carbonio in Ghost Rider Goes Crazy in Europe e una GSXR1000 K5 turbocompressa da 280 CV in Ghost Rider Goes Undercover. Sebbene in Ghost Rider il principale veicolo sia una motocicletta, viene però utilizzata una grande varietà di altri mezzi nei film, compresi diversi tipi di auto, biciclette, minimoto e perfino una motoslitta su strade pubbliche. La Suzuki GSX 1300 usata in Ghost Rider: The Final Ride è stata potenziata fino a 417 CV, e in seguito a 499 CV.
Molte canzoni del gruppo svedese Europe sono utilizzate nei vari film della serie Ghost Rider.
- In Ghost Rider: The Final Ride, Ghost Rider esegue un timeout da Stoccolma a Uppsala (chiamato Uppsala Run), coprendo una distanza di 68 km (42,6 miglia) in 14 minuti e 55 secondi, con una velocità media di 273,1 km/h (170,1 mph).
- In Ghost Rider Goes Crazy in Europe, Ghost Rider esegue un timeout a Parigi, in Francia, lungo il Boulevard périphérique di Parigi (la tangenziale della capitale francese), e completa il circuito con un tempo trascorso di 9 minuti e 57 secondi. Ciò è stato fatto come tributo ad un pilota francese di strada noto come Le Prince Noir , il quale ha completato il circuito con la propria moto in 11 minuti e 4 secondi nell'anno 1989. Il tempo de Le Prince Noir è stato comunque ottenuto con traffico pesante e durante il giorno mentre quello di Ghost Rider con poco traffico e durante la notte.
- Sempre in Ghost Rider Goes Crazy in Europe, Ghost Rider esegue un timeout nei Paesi Bassi da Rotterdam ad Amsterdam (una distanza di circa 70 km) in 20 minuti e 32 secondi.